# Langenleuba-Niederhain

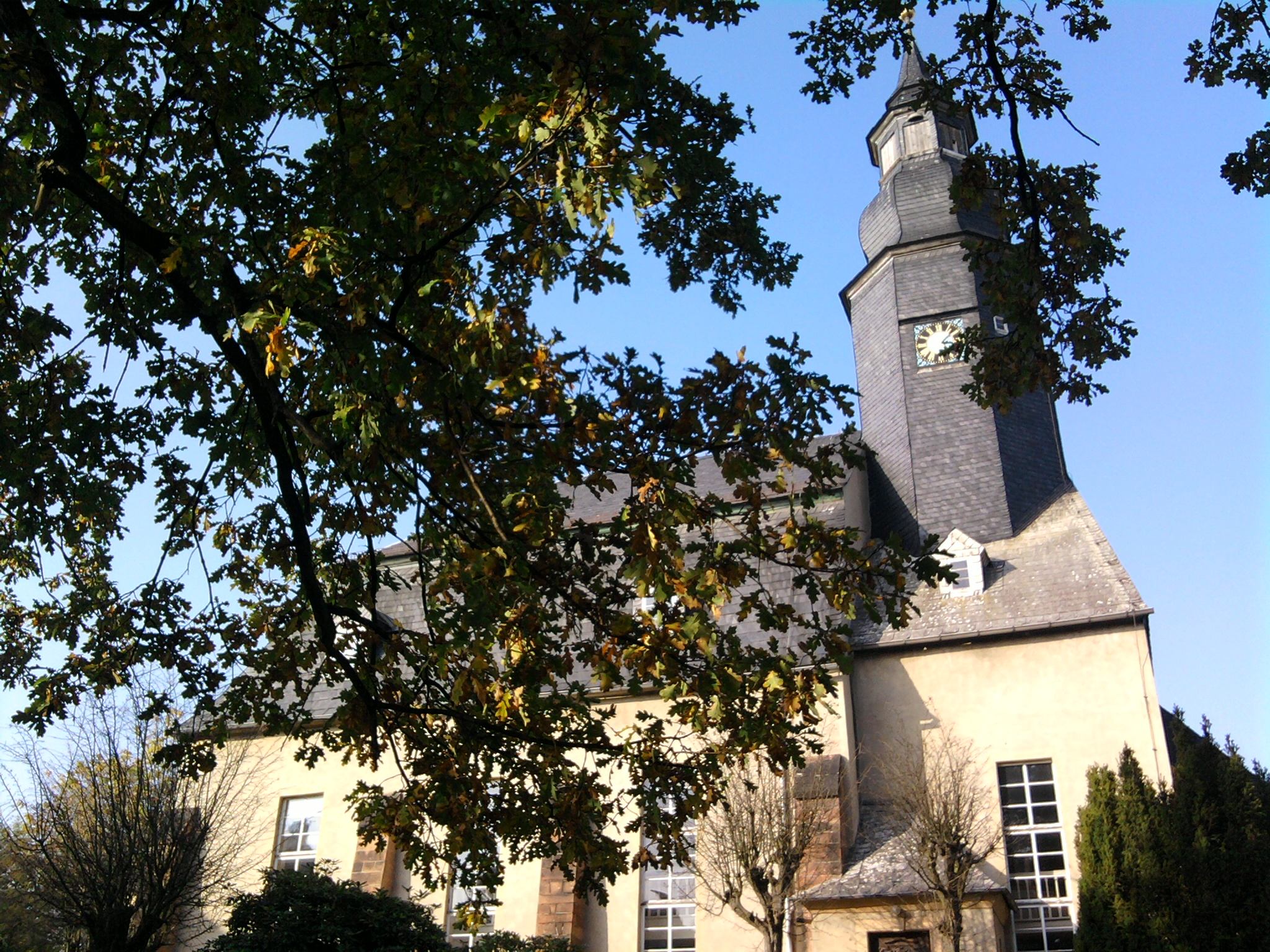
Kerk van Langenleuba-Niederhain

Langenleuba-Niederhain is een gemeente in de Duitse deelstaat Thüringen, en maakt deel uit van de Landkreis Altenburger Land.
Langenleuba-Niederhain telt 1.726 inwoners.